# Еліс Маркотт
Еліс Маркотт (англ. Élise Marcotte, 27 вересня 1988) — канадська синхронна плавчиня.
Учасниця Олімпійських Ігор 2008, 2012 років.
Призерка Чемпіонату світу з водних видів спорту 2009, 2011 років.
Переможниця Панамериканських ігор 2011 року, призерка 2007 року.